# 長谷川政友
長谷川 政友（はせがわ まさとも、1910年（明治43年）11月20日 - 1980年（昭和55年）3月14日）は、日本の実業家、政治家。衆議院議員。

## 経歴
福井県大野郡上庄村木本（現大野市）出身。政治家を目ざして16歳で上京し、苦学して1935年（昭和10年）日本大学法文学部政治科を卒業した。
北海道庁嘱託、同農林主事を歴任。1942年（昭和17年）に応召し、終戦により1945年（昭和20年）に復員した。1947年（昭和22年）4月、第23回衆議院議員総選挙で福井県全県区から民主党公認で出馬して当選し、衆議院議員に1期在任した。この間、1948年（昭和23年）に政治資金に関する問題で衆議院不当財産取引調査特別委員会に証人喚問された。在職中は衆議院道路小委員長を務めた。その後、第24回・第26回総選挙、1950年（昭和25年）6月の第2回参議院議員通常選挙で福井県選挙区から出馬したが、いずれも落選した。
実業界では、大和食品取締役社長、福井油脂工業顧問、帝国理化学工業顧問、横浜油脂工業顧問、東海汽船顧問、首都高速道路公団顧問、ホッコン会長、虎ノ門コンサルタンツ社長、国際道路産業社長、同会長などを務めた。